# Basílica do Bom Jesus

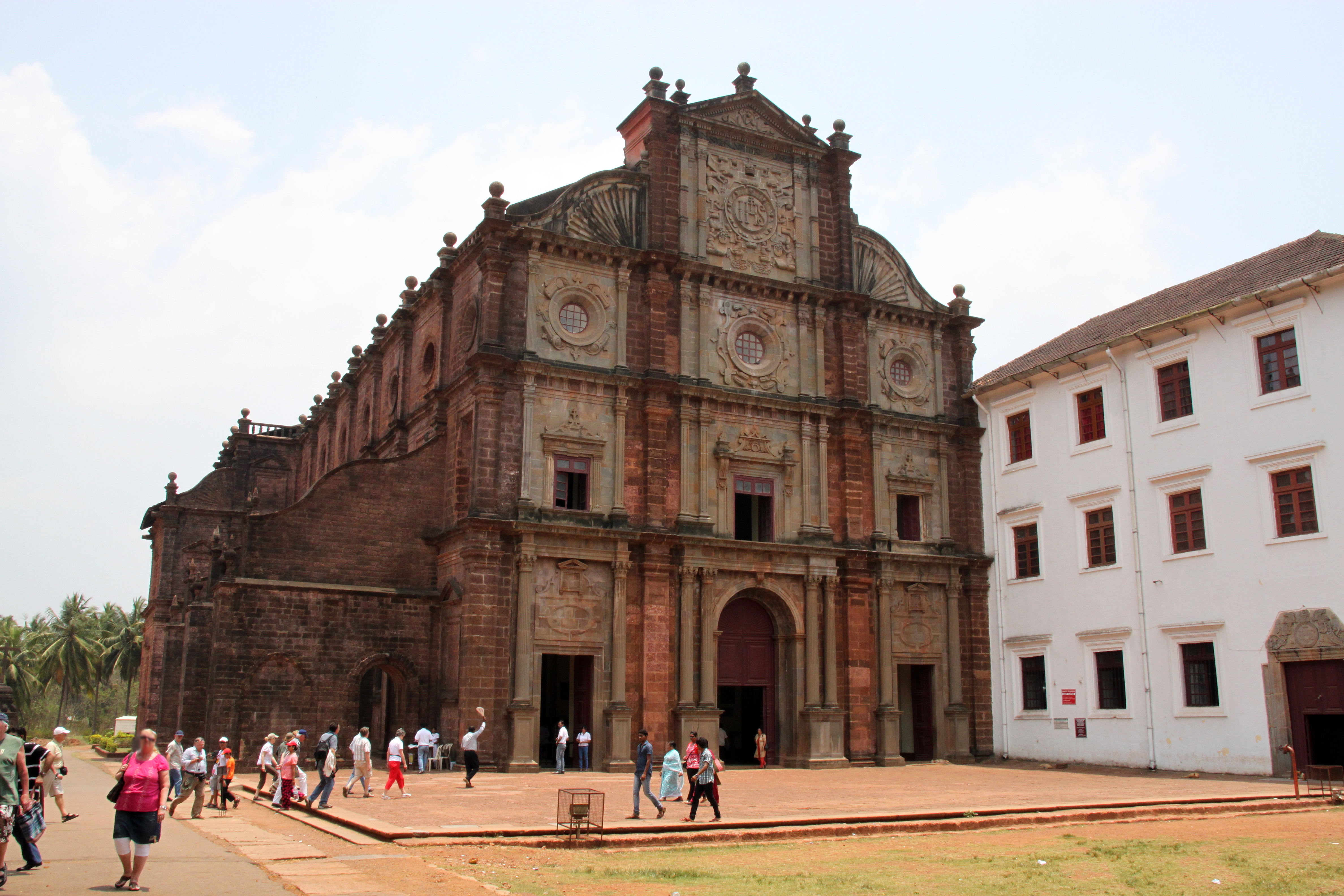
Basilica do Bom Jesus

Die Basílica do Bom Jesus (portugiesisch) oder Borea Jezuchi Bajilika (Konkani), Basilika des guten Jesus, ist eine Basilica minor in der indischen Stadt Velha Goa. Die ehemalige Jesuitenkirche wurde 1986 in die Liste des UNESCO-Weltkulturerbes aufgenommen und ist Teil des architektonischen Ensembles der Kirchen und Klöster von Goa. In der Basilika befindet sich die letzte Ruhestätte des heiligen Franz Xaver.
Bom Jesus ist im Portugiesischen die Bezeichnung für die Darstellung des Schmerzensmannes. Die Jesuitenkirche ist Indiens erste Basilica minor und gilt als eines der besten Beispiele für die barocke Architektur in Indien. Sie gehört zu den Sieben Wundern portugiesischen Ursprungs.

## Geschichte

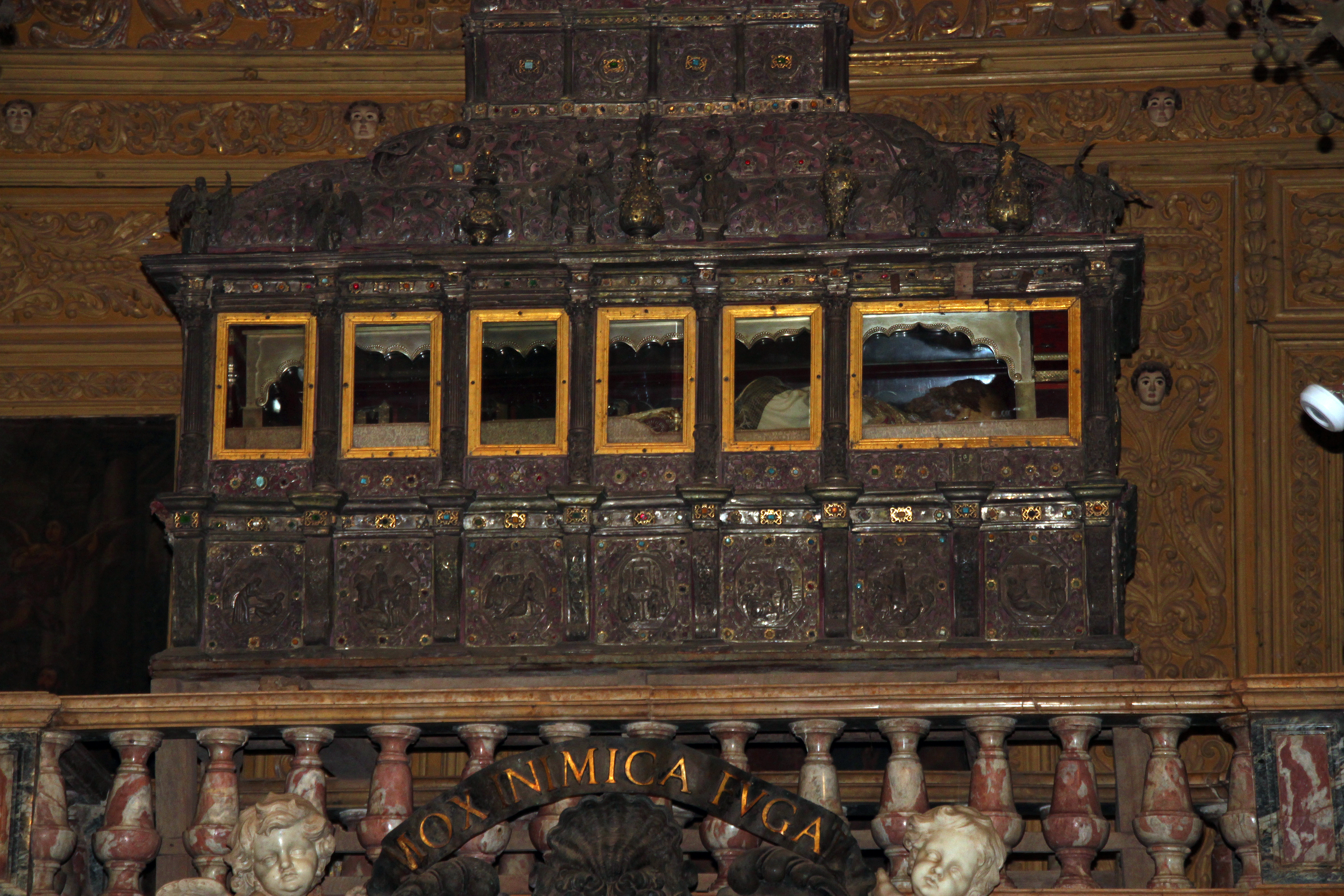
Reliquienschrein des hl. Franz Xaver in der Basilika Bom Jesus

Die Bauarbeiten an der Basilika begannen am 24. November 1594 im Auftrag des portugiesischen Statthalters von Cochin und Hormus, Jerónimo de Mascarenhas. Sie wurde am 15. Mai 1605 fertiggestellt und durch den Erzbischof von Goa Aleixo de Menezes geweiht. Die Bauarbeiten der Kirche wurden von Júlio Simão (1565–1641), dem leitenden Architekten Philipps II. für die indischen Kolonien, und Domingos Fernandes durchgeführt.
Die Basilika ist ein bedeutender Ort für die Geschichte des Christentums. Der heilige Franz Xaver gilt mit dem heiligen Ignatius von Loyola als Gründer der Gesellschaft Jesu, der Jesuiten, und als Pionier der Asienmission. Franz Xaver starb am 3. Dezember 1552 auf der Insel Sancian auf dem Weg nach China. Seine Reliquien wurden zwei Jahre später in die Basilika übertragen.
Die Basilika ist eine der ältesten Kirchen in Goa und ganz Indien. Das Mausoleum, auf dessen Spitze der silberne Reliquienschrein mit den Gebeinen Franz Xavers liegt, war ein Geschenk Cosimos III., des Großherzogs der Toskana. Das Mausoleum wurde im 17. Jahrhundert durch den florentinischen Bildhauer Giovanni Battista Foggini erbaut.
Den Ehrentitel „Basilica minor“ erhielt die Kirche 1946.
1986 stufte die UNESCO die Kirche als Teil des Ensembles „Klöster und Kirchen von Goa“ als Weltkulturerbe ein. In der portugiesischen Denkmaldatenbank Sistema de Informação para o Património Arquitectónico, das auch Denkmale ehemaliger portugiesischer Kolonien umfasst, ist die Kathedrale mit der Nummer 11435 eingetragen. In der Datenbank des Archaeological Survey of India ist die Kirche mit der Nummer N-GA-1 eingetragen.

## Architektur

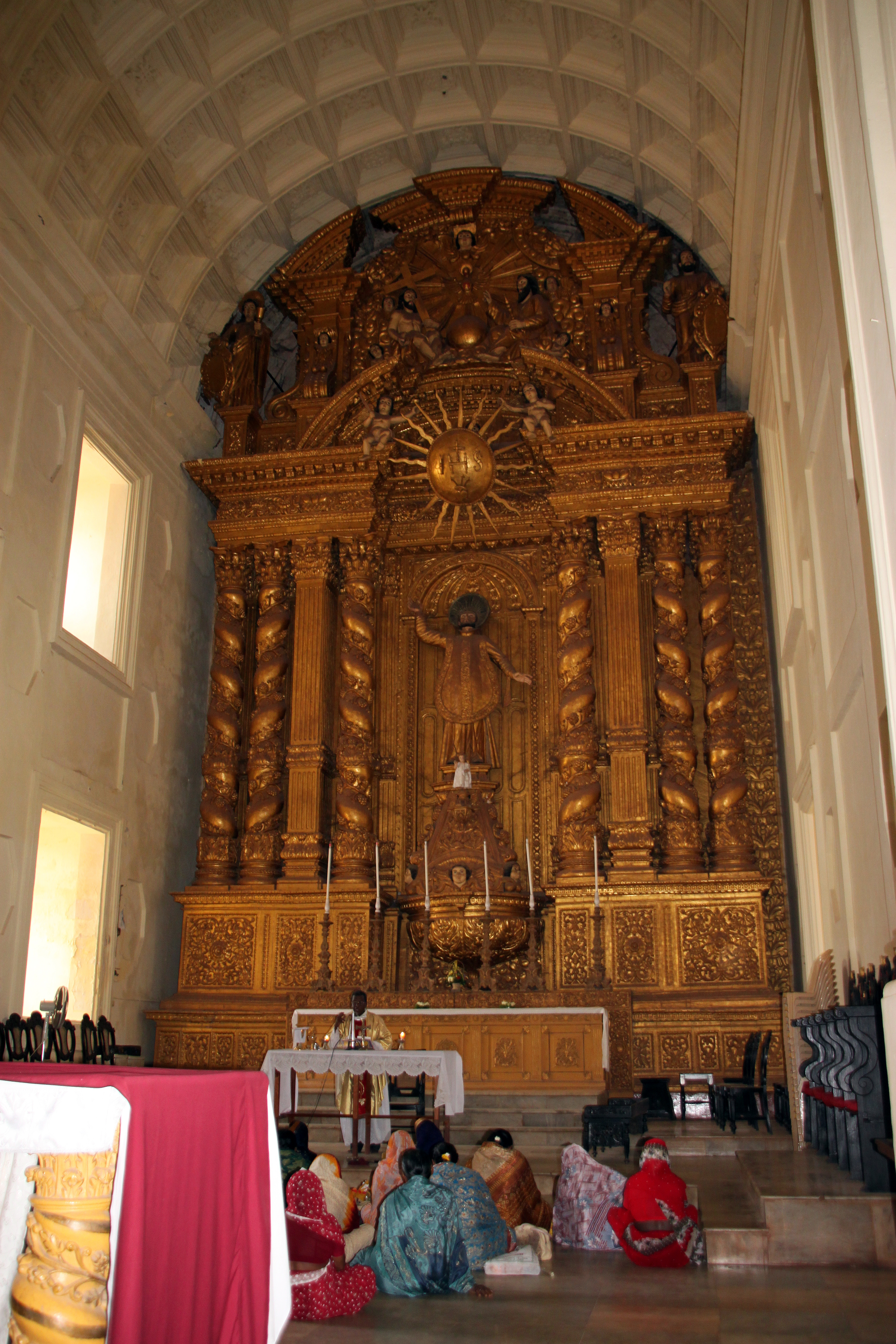
Hauptaltar

Die Basilica do Bom Jesus misst etwa 56 Meter in der Länge, 17 Meter in der Breite und 18,5 Meter in der Höhe. Errichtet wurde sie aus rotem Laterit-Stein als Saalkirche mit Querhaus. Der Hauptaltar ist etwa 16,5 Meter lang und 9 Meter breit. Die Säulen und Ornamente der Kirche sind aus Basalt gehauen. Die geschossweise Abfolge von ionischer, dorischer und korinthischer Säulenordnung entspricht der klassischen Architekturlehre. 
Das Erdgeschoss der Basilica do Bom Jesus umfasst drei Portale. Das erste Obergeschoss hat drei große rechteckige Fenster, während die Front des zweiten drei Rundfenster aufweist. Oben ziert ein Steinrelief des IHS-Emblems die Fassade, das von Engeln emporgehoben wird. Die Kirche besitzt zwei Kapellen, einen Hauptaltar, eine Sakristei und einen Chorraum. Obwohl die Basilica do Bom Jesus mit einem Marmorboden und Edelsteinen verziert ist, wirkt das Innere schlicht, mit Ausnahme der reich ornamentierten vergoldeten Altäre.
Der Altar des heiligen Antonius von Padua befindet sich unter dem Chorraum. Auf der linken Seite des Altars ist eine geschnitzte Holzstatue des heiligen Franz Xaver zu sehen. Die Kirche enthält auch ein Kenotaph von Jerónimo Mascarenhas, der als Wohltäter und großzügiger Spender der Kirche gilt. Das Ehrenmal befindet sich im Zentrum des Kirchenschiffs auf der Nordwand. Gegenüber dem Ehrenmal Mascarenhas an der südlichen Wand befindet sich eine aus Holz geschnitzte Kanzel mit einem Baldachin. Auf den drei Seiten der Kanzel sind Bilder Jesu, der vier Evangelisten und von vier Kirchenlehrern. Die Evangelisten sind mit ihren Symbolen dargestellt, dem geflügelten Wesen, dem Löwen, dem Stier und dem Adler. Die Kanzel wird von sieben geschnitzten Männern getragen.
Die Reliquien des heiligen Franz Xaver befinden sich in einem silbernen Reliquienschrein und sind für die Öffentlichkeit frei zugänglich. Alle zehn Jahre findet in den Wochen um den Gedenktag des heiligen Franz Xaver eine feierliche Aussetzung der Reliquien statt, zuletzt im Jahr 2014. Die Aussetzung dauert 40 Tage. Mehrere Millionen Gläubige pilgern aus diesem Anlass zu der Basilika.